# Inaborg
Inaborg is een tuinpaviljoen dat onderdeel is van het Kasteel Arcen in de Nederlandse plaats Arcen. Het ligt ten noordwesten van het huidige parkeerterrein.

## Geschiedenis
Omstreeks 1760 werd het paviljoen gebouwd.
In 1930 raakte het paviljoen in verval.
In 2009 werd het paviljoen gerestaureerd en opnieuw voorzien van een koepeldak. Ook werd de zichtas van de laan weer hersteld.